# Siphocampylus yumuriensis
Siphocampylus yumuriensis är en klockväxtart som beskrevs av Frère Marie-Victorin. Siphocampylus yumuriensis ingår i släktet Siphocampylus och familjen klockväxter.
Artens utbredningsområde är Kuba. Inga underarter finns listade i Catalogue of Life.